# Леонард Князев (вулкан)
Леонард Князев (илок. Leonard Kniazeff) — слоистый вулкан на острове Минданао, входящем в состав Республики Филиппины. Расположен на территории муниципалитетов Мабини и Мако провинции Давао-де-Оро.
На его территории находится кальдерное озеро Леонард, диаметр которого составляет 203 км. По воздуху на юго-юго-запад от него до амаканского теплового поля 5 км.
Входит в число активных вулканов республики, а также в Тихоокеанское вулканическое огненное кольцо.

## Этимология
Получил своё наименование в честь русского геолога-разведчика Леонарда Князева — первого заведующего рудником Самико, к разработке которого, наравне с другими в барангае Масара, приступила после окончания Второй мировой войны компания «Apex Mining Co., Inc.», в то время носившая название «Inco Mining». Князев случайно обнаружил кальдерное озеро в 1930-е годы, занимаясь разведкой полезных ископаемых в радиусе 15 км от своей базы в районе Хиджо, где до войны происходила разработка золотого прииска Давао. После смерти геолога-разведчика в 1952 году начальник рудника Самико Альфред Веллгут и его сотрудники в память о Князеве присвоили озеру и таким образом вулкану имя Леонарда. По данным его внука Майкла Князева-Коэна, в 1919—1920 годах в ходе Гражданской войны в России Леонард Князев принимал участие в боях за Иркутск на стороне белого движения.

## Активность
В районе вулкана Леонард Князев в провинции Северный Давао проводились исследования в области геотермической разведки.
К северу от озера Леонард расположено манатское тепловое поле, в юго-западной части которого происходят сольфатары. К югу от озера, в амакан-гоподском тепловом поле, также активны сульфатары, бьют фумаролы и гейзеры.
В 1995 году среди местного населения распространилась паника в связи с возможным его извержением, однако в результате расследования, проведённого Филиппинским институтом вулканологии и сейсмологии, не было зафиксировано никакой необычной активности. В настоящее время ситуация носит прежний характер.
На данный момент известны 3 всплеска радиоуглеродной активности, произошедшие ориентировочно в 4190—3090 годах до нашей эры, 130—30 годах до нашей эры и 20—220 годах нашей эры.